# Climat de l'Éthiopie

Classification climatique de Köppen en Éthiopie.

Le climat de l'Éthiopie est très diversifié, allant de la forêt équatoriale avec des précipitations et une humidité élevées dans le sud et le sud-ouest, aux régions afromontagnardes sur les sommets des montagnes du Semien et du Bale à la région désertique du nord-est, de l'est et du sud-est de l'Éthiopie. L'Éthiopie a trois zones climatiques : les zones de végétation alpine également connues sous le nom de Dega, la zone tempérée (Weyna Dega) et la zone chaude (Qola).
Les saisons éthiopiennes sont classées en trois : la saison la plus sèche est appelée Bega (octobre à janvier), Belg (février à mai) et la saison des pluies Kiremt (juin à septembre). Ces précipitations saisonnières sont affectées par l'oscillation et la migration de la zone de convergence intertropicale (ZCIT) à travers l'équateur, de la région nord du pays en juillet et août vers son sud en infléchissant sa position sur le sud du Kenya en janvier et février.
Le changement climatique est une préoccupation fondamentale en Éthiopie, surtout depuis les années 1970. Entre le milieu des années 1970 et la fin des années 2000, les précipitations pluviométriques en Éthiopie dans certaines régions et saisons ont diminué de 15 à 20 %. En outre, de nombreuses études prédisent que le changement climatique affectera de plus en plus l'écosystème du pays, provoquant sécheresse et famines. Il a été prédit que son climat se réchaufferait de 0,7°C et 2,3°C d'ici les années 2020 et entre 1,4 et 2,9 °C d'ici les années 2050. Le gouvernement éthiopien a lancé une politique d'économie verte pour lutter contre le changement climatique et favoriser le développement économique, comme l'économie verte résiliente au changement climatique (CRGE) de 2011.

## Caractéristiques
L'Éthiopie a un climat et des paysages variés, allant de la forêt équatoriale avec des précipitations et une humidité élevées dans le sud et le sud-ouest, à l'afro-alpin sur les sommets des montagnes du Semien et du Bale, en passant par des conditions désertiques dans les basses terres du nord-est, de l'est et du sud-est. L'Éthiopie présente généralement un climat largement aride avec une forte variabilité des précipitations réparties en trois zones : les zones fraîches végétalisées alpines, également connues sous le nom de Dega, avec des zones à plus de 2 600 mètres d'altitude, où les températures varient de 16 °C froids[Quoi ?] ; la session tempérée connue sous le nom de zones Woyna Dega, où une grande partie de la population du pays se concentre dans des zones entre 1 500 et 2 500 mètres d'altitude où les températures varient entre 16 et 30 °C ; et la session chaude connue sous le nom de zone Qola, englobant à la fois les régions tropicales et arides, avec des températures allant de 27 à 50 °C.
L'Éthiopie est un pays écologiquement diversifié. La plupart des régions montagneuses comme Lalibela et Gondar sont à une altitude supérieure à 2 000 m, bénéficiant d'un climat considérable toute l'année. Les températures moyennes annuelles sont d'environ 15 à 20 °C dans ces régions de haute altitude, tandis qu'elles sont de 25 à 30 °C dans les basses terres.

## Saisons
L'Éthiopie a des types de saison distincts : le Bega (octobre à janvier), le Belg (février à mai) et le Kiremt (juin à septembre). La saison la plus sèche est Bega, tandis que la principale saison des pluies est Kiremt, au cours de laquelle 85 % à 95 % des cultures vivrières sont produites. Les principales précipitations se produisent entre mars et septembre. Les pluies commencent généralement dans le sud et le centre du pays pendant la saison Belg, puis se dirigent vers le nord, le centre et le nord de l'Éthiopie recevant la plupart de leurs précipitations pendant la saison Kiremt. Au cours de ces saisons, les précipitations totalisent jusqu'à 500 mm, ce qui signifie un arrosage suffisant pour une agriculture et des pâturages viables.
Les précipitations saisonnières en Éthiopie se produisent essentiellement par la migration de la zone de convergence intertropicale (ZCIT), qui a tendance à fluctuer au fil des ans, oscillant à travers l'équateur depuis sa position la plus septentrionale sur le nord de l'Éthiopie en juillet et août, vers son sud en inclinant sa position sur le sud du Kenya en janvier et février.

## Effets du changement climatique
Au milieu des années 1970 et à la fin des années 2000, les précipitations ont diminué pendant les saisons Belg et Kiremt de 15 à 20 % dans certaines parties du sud, du sud-ouest et du sud-est de l'Éthiopie. La zone recevant des précipitations suffisantes pour l'agriculture pendant la saison Belg a diminué de 16 pour cent au cours des vingt années jusqu'en 2012.
Le climat de l'Éthiopie se réchauffera encore de 0,7°C et 2,3°C d'ici les années 2020 et entre 1,4°C et 2,9°C d'ici les années 2050. Dans l'ensemble, le changement climatique affecte la population éthiopienne principalement en provoquant des sécheresses récurrentes, en particulier depuis les années 1970. La vulnérabilité du comté au changement climatique pourrait accroître la pauvreté irréversible, la croissance démographique rapide et la dépendance à l'égard de l'agriculture pluviale. D'autres facteurs sont la dégradation de l'environnement (par exemple, la déforestation), la sécurité alimentaire chronique et les sécheresses naturelles récurrentes, qui peuvent contribuer à façonner le changement climatique en Éthiopie.
En réponse à l'expérience, le gouvernement éthiopien a commencé à développer une politique d'économie verte pour lutter contre le changement climatique dans le cadre d'une politique unique : la stratégie 2011 Climate Resilient Green Economy (CRGE). La stratégie visait à promouvoir une économie verte avec un développement économique en limitant les émissions de gaz à effet de serre.